# Джинот
Джинот (болг. Джинот) — село в Болгарии. Находится в Ямболской области, входит в общину Стралджа. Население составляет 300 человек.

## Политическая ситуация
В местном кметстве Джинот, в состав которого входит Джинот, должность кмета (старосты) исполняет Георги Димитров Василев (Болгарская социалистическая партия (БСП)) по результатам выборов.
Кмет (мэр) общины Стралджа — Митко Панайотов Андонов (Болгарская социалистическая партия (БСП)) по результатам выборов.